# Crispy!
『Crispy!』（クリスピー）は、日本のロックバンド・スピッツの通算4作目のオリジナルアルバム。1993年9月26日にポリドールより発売。

## 概要
デビュー3年目、前作までの売り上げ不振を受け「そろそろ結果を出さなくてはいけない」というプロとしての責任感をメンバーが感じ始め、売れる物を作るべく初めて外部プロデューサーとして笹路正徳を迎えた。笹路のオーバープロデュース的な作風となり、シンセサイザーやホーンを大々的に取り入れたポップな仕上がりになっている。草野の書く楽曲も売れ線を狙ったものが多く、メンバー曰く「『オーロラになれなかった人のために』よりこちらの方が草野のソロ色が強い」という。
発売当初はチャート入りは果たせなかったが、バンドのブレイク後、ランクインを果たした。売れるための作品創りはメンバーの意向であったため批判はある程度予測できたものの、むしろ売れなかったことに草野が「自分の曲や声は一般受けしない」と思い込み、大いに落胆した（メンバー曰く「だいぶひどかった」）。しかし、本アルバムよりシングルカットされた「君が思い出になる前に」がチャートインしたため、売れるという目的は果たすことができたとし、以後の笹路との方針は少し変わっていく。
ジャケット写真はネイティブ・アメリカンのメイクを施した草野である。また、当初は草野が女装した写真を使用する案もあった。
このアルバムから田村の名前の表記が「アキヒロ」から本名の「明浩」になった。
現在オリジナル盤は廃盤となり、LAのエンジニア、スティーヴン・マーカッセンによりリマスタリングを施して、2002年10月16日に再発。音楽評論家田家秀樹によるライナーノーツが封入されている。

## 収録曲
| 全作詞・作曲: 草野正宗、全編曲: 笹路正徳 & スピッツ。 |                          |          |            |      |
| #                                                     | タイトル                 | 作詞     | 作曲・編曲 | 時間 |
| 1.                                                    | 「クリスピー」           | 草野正宗 | 草野正宗   | 3:06 |
| 2.                                                    | 「夏が終わる」           | 草野正宗 | 草野正宗   | 4:09 |
| 3.                                                    | 「裸のままで」           | 草野正宗 | 草野正宗   | 4:45 |
| 4.                                                    | 「君が思い出になる前に」 | 草野正宗 | 草野正宗   | 5:02 |
| 5.                                                    | 「ドルフィン・ラヴ」     | 草野正宗 | 草野正宗   | 4:06 |
| 6.                                                    | 「夢じゃない」           | 草野正宗 | 草野正宗   | 4:27 |
| 7.                                                    | 「君だけを」             | 草野正宗 | 草野正宗   | 5:26 |
| 8.                                                    | 「タイムトラベラー」     | 草野正宗 | 草野正宗   | 4:04 |
| 9.                                                    | 「多摩川」               | 草野正宗 | 草野正宗   | 3:28 |
| 10.                                                   | 「黒い翼」               | 草野正宗 | 草野正宗   | 5:19 |
| 合計時間:                                             | 合計時間:                | 43:52    |            |      |

### 楽曲解説
1. クリスピー
アルバムタイトル曲。バンド名候補でもあった。
2. 夏が終わる
AOR的なサウンドを特徴としており、三輪は歌詞が付く前から「これまでのスピッツにはなかった曲で新鮮だった」と語る。後に7thシングルとしてシングルカットされた「君が思い出になる前に」にカップリング曲として収録された。2013年開催の横浜サンセットで久々に演奏された際、草野は「『暑すぎた夏』を見越して歌詞を書いたのに、この曲が制作された1993年当時の夏は記録的な冷夏だった」というエピソードを、思い出の一つとして挙げている。
3. 裸のままで
6thシングル。笹路と初めてレコーディングした曲。デビューシングル「ヒバリのこころ」から長らくMV作成が行われていなかったが、本作から再開された。
4. 君が思い出になる前に
後に7thシングルとしてリカット。その際にバンドのシングルとしては初のオリコンチャート入りを果たす。
5. ドルフィン・ラヴ
ジミ・ヘンドリックスを意識している。そのため仮タイトルは「ジミヘン」。ソラトビデオ にはライブテイクが収録されている。
6. 夢じゃない
1997年に16thシングルとしてリカット。シングルとして発売されたものは、本アルバムに収録されたものとは別バージョン。辺見えみりが1996年のアルバム『流れ星』でカバーしている（詳細はこちらも参照）。
7. 君だけを
三輪曰く「メタルのバラード」。後に16thシングルとしてリカットされた「夢じゃない」のカップリングとして収録された。
8. タイムトラベラー
母性がテーマ。森高千里に雰囲気の似た曲があったため、仮タイトルは「森高」。
奈良テレビ『気ままに駅サイト!』のエンディングテーマに起用された。
9. 多摩川
スローナンバー。ギターは全編にわたってアルペジオで演奏されている。
2005年にフジテレビ系アニメ『ハチミツとクローバー』の挿入歌として使用された。
10. 黒い翼
町支寛二がコーラスで参加している。

## アナログ盤
- Spitz Analog Disc Collection Vol.4として、アナログ盤が1997年4月4日にリリースされた。
- レッド・クリア・ビニール仕様。
- 小沢真理によるオリジナルコミック（イラスト）を収録。
- 曲順、構成は以下の通り。

| 全編曲: 笹路正徳 ＆ スピッツ。 |                          |       |            |      |
| #                              | タイトル                 | 作詞  | 作曲・編曲 | 時間 |
| 1.                             | 「裸のままで」           |       |            | 4:45 |
| 2.                             | 「夏が終わる」           |       |            | 4:09 |
| 3.                             | 「君が思い出になる前に」 |       |            | 5:02 |
| 4.                             | 「ドルフィン・ラヴ」     |       |            | 4:06 |
| 5.                             | 「黒い翼」               |       |            | 5:19 |
| 合計時間:                      | 合計時間:                | 23:21 |            |      |

| 全編曲: 笹路正徳 ＆ スピッツ。 |                      |       |            |      |
| #                              | タイトル             | 作詞  | 作曲・編曲 | 時間 |
| 1.                             | 「クリスピー」       |       |            | 3:06 |
| 2.                             | 「夢じゃない」       |       |            | 4:27 |
| 3.                             | 「多摩川」           |       |            | 3:28 |
| 4.                             | 「君だけを」         |       |            | 5:26 |
| 5.                             | 「タイムトラベラー」 |       |            | 4:04 |
| 合計時間:                      | 合計時間:            | 20:31 |            |      |

## 演奏
- 草野マサムネ：Vocals, Acoustic Guitar
- 三輪テツヤ：Guitars, Electric Sitar, Backing Vocal (#10)
- 田村明浩：Bass Guitar
- 崎山龍男：Drums, Percussion
- 笹路正徳：Hammond Organ, Rhodes, Wurlitzer, Acoustic Piano, Synthesizers, Vibraphone
- 篠崎正嗣ストリングス：Strings
- 数原晋、林研一郎、河東伸夫：Trumpet, Flugel Horn
- 中川英二郎、清岡太郎、岡田澄雄：Trombone
- ジェイク・H・コンセプション、平原まこと：Saxophone
- 町支寛二、柚木彩子：Backing Vocals (#10)
- 藤井理央：Computer Programming